# Fíli
En el Universo Imaginario de Tolkien Fíli es un enano de la Casa de Durin, hijo de Dís, la hermana de Thorin, y una de las pocas mujeres enanas que se conocen. Nació en las Ered Luin en el 2859 de la Tercera Edad.
En 2941 T. E., formó parte de la Compañía de Thorin que se embarcó en la misión de la Montaña Solitaria para recuperar el "Reino Bajo la Montaña" de las manos de Smaug el Dorado. Por su juventud, él y su hermano Kíli eran los más ágiles de la expedición. Por ello Thorin los mandaba siempre como vanguardia para explorar. Ambos encontraron la cueva en donde, momentos después, la Compañía caería prisionera de los Orcos de las Montañas Nubladas. Y ambos encontrarían, junto a Bilbo Bolsón, el sitio donde se encontraba la Puerta Secreta. Fíli, además, era hábil con las cuerdas. Él fue el que enganchó el bote abandonado en la orilla opuesta del río Encantado.
Ese mismo año murió, junto a su hermano Kíli en la Batalla de los Cinco Ejércitos, defendiendo el cuerpo agonizante de su tío, el Rey Thorin II. Contaba con tan sólo 82 años de edad.
"(...)eran dos enanos más, ambos con capuchones azules, cinturones de plata y barbas amarillas; y cada uno de ellos llevaba una bolsa de herramientas y una pala..." (El hobbit. Cap I)